# Liolaemus fitzgeraldi
Liolaemus fitzgeraldi är en ödleart som beskrevs av  George Albert Boulenger 1899. Liolaemus fitzgeraldi ingår i släktet Liolaemus och familjen Tropiduridae. IUCN kategoriserar arten globalt som livskraftig. Inga underarter finns listade i Catalogue of Life.